# Emma Elwin
Emma Elwin, Taufname Emma Louise Dorothea Auguste Neussel (* 1824 oder 1825 in Hagenburg, Schaumburg-Lippe; † 4. November 1900 in Honnef, Rheinprovinz), war eine deutsche Genre-, Porträt- und Stilllebenmalerin der Düsseldorfer Schule.

## Leben

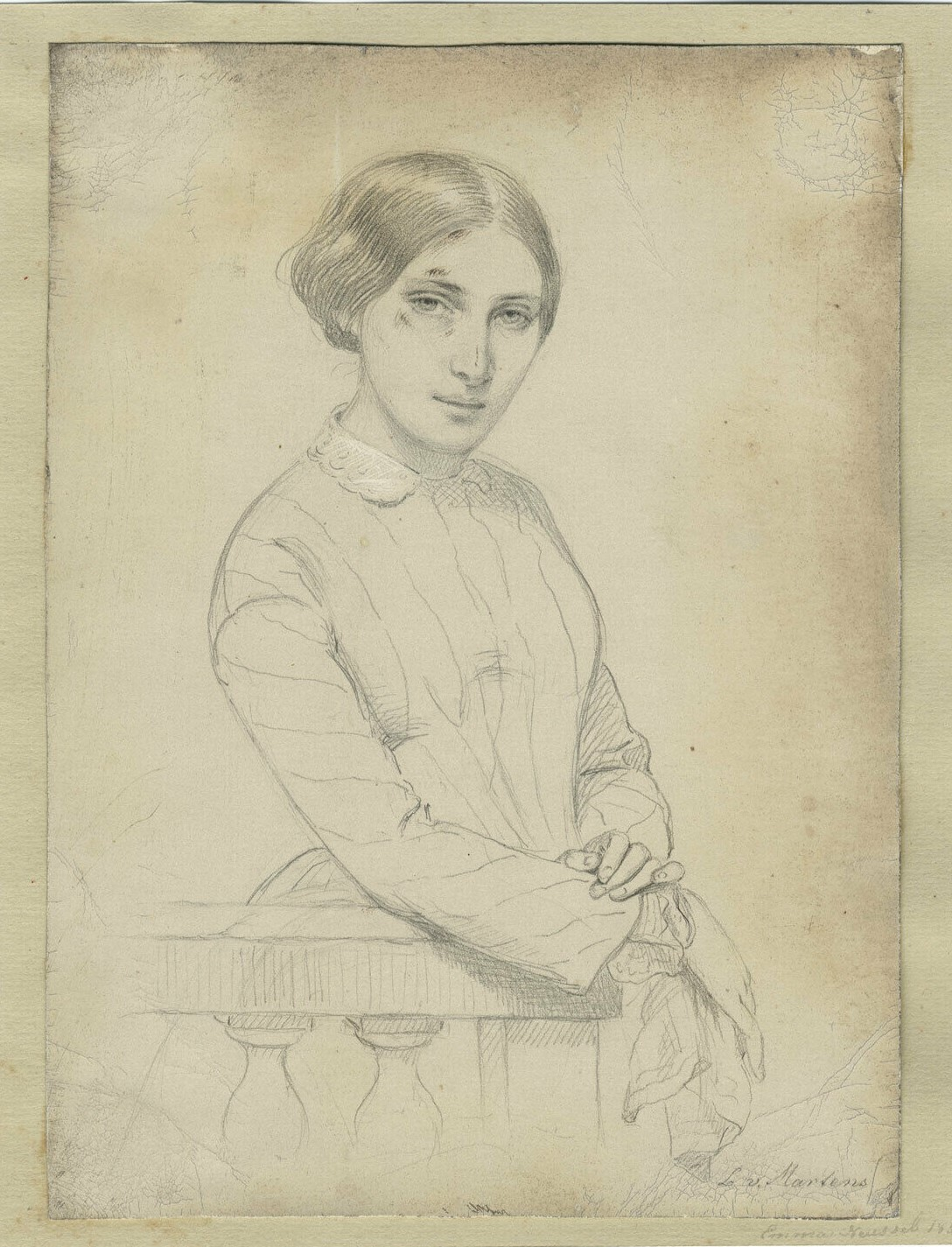
Porträt von Emma Elwin, geb. Neussel, gezeichnet von Luise von Martens (1828–1894). Graphit auf Papier, 1853. Privatsammlung Deutschland.

Emma Elwin, Tochter des Amtmanns Georg Friedrich Neussel und dessen Ehefrau Caroline geb. Hoffmeister, heiratete den britischen Offizier Robert Baker Elwin (1826–1881). Dieser diente in der British Army zuletzt im Range eines Lieutenants im 3rd Montgomeryshire Rifle Volunteer Corps und trat am 15. Dezember 1861 von dieser Funktion zurück. Das Paar hatte eine Tochter, Emilie Johanna (* 20. Juni 1858 in London; † 1948), und einen Sohn, Seymour Clarke Jarvis (* 28. Oktober 1859 in King’s Lynn, Norfolk).
Spätestens ab 1877 lebte Emma Elwin in Düsseldorf-Pempelfort. Das Adreßbuch der Oberbürgermeisterei Düsseldorf führt sie für dieses Jahr als Ehefrau von Robert Elwin und als Bewohnerin der Pempelforter Straße 67 auf, 1882 wohnte sie – immer noch als „Ehefrau“ – in der Feldstraße 70. Das Adressbuch von 1887 weist sie als „Witwe“ Elwins und unter der Adresse Rosenstraße 28 aus. Ihr Schwiegersohn war zu diesem Zeitpunkt bereits der aus Brasilien gebürtige Schweizer Maler Robert von Steiger. Am 11. Oktober 1882 hatte dieser ihre Tochter geheiratet. Als Emma Elwin 1890 nach Honnef gezogen, aber noch in der Mozartstraße 13 gemeldet war, lebten dort Tochter und Schwiegersohn mit ihren drei Kindern.
Emma Elwin war als Genremalerin in Düsseldorf tätig, wo sie von 1873 bis 1877 auf Ausstellungen des Kunstvereins für die Rheinlande und Westfalen vertreten war. Vorübergehend lebte sie in Staines-upon-Thames bei London, von wo aus sie 1879 eine Ausstellung der Royal Academy of Arts mit einem Porträt und einem Stillleben beschickte. Bei dem Porträt könnte es sich um ein Bildnis ihrer Tochter gehandelt haben, da es Miss Elwin betitelt war; das Kunstwerk wurde ausdrücklich gewürdigt als „interesting technically for the painting of blue velvet and other textures“.
Im Alter von 75 Jahren starb Elwin im Jahr 1900 in Honnef und wurde auch auf dem dortigen Friedhof beigesetzt.